# L'Alibi (film, 1911)
Pour les articles homonymes, voir L'Alibi.
L'Alibi est un film muet français réalisé par Louis Feuillade, sorti en 1911.

## Fiche technique
- Titre : L'Alibi
- Réalisation et scénario : Louis Feuillade
- Société de production : Société des Établissements L. Gaumont
- Pays d'origine :  France
- Langue : film muet avec les intertitres  en français
- Format : Noir et blanc — 35 mm — 1,33:1 — Muet
- Métrage : 208 mètres
- Genre :
- Durée : 6 minutes et 50 secondes
- Dates de sortie :
  -  France : 1911

## Distribution
- René Navarre
- Renée Carl
- Suzanne Grandais
- Edmond Bréon